# Ben Bowns
Ben Bowns (* 21. Januar 1991 in Rotherham, England) ist ein britischer Eishockeytorwart, der seit 2022 erneut bei den Cardiff Devils in der Elite Ice Hockey League unter Vertrag steht.

## Karriere
Ben Bowns, der aus der Nachbarstadt Rotherham stammt, begann seine Karriere als Eishockeyspieler in verschiedenen Nachwuchsteams in Sheffield. Als 16-Jähriger debütierte er für die Sheffield Scimitars in der English Premier Ice Hockey League, der zweithöchsten britischen Spielklasse. Zwei Jahre später gewann er mit den Sheffield Spartans, für die er parallel spielte, die Nordgruppe der National Ice Hockey League, der dritthöchsten Liga des Königreichs. Von 2010 bis 2012 spielte er für die Sheffield Steeldogs, den Nachfolgeklub der Scimitars, ebenfalls in der EPIHL. Dort wurde er 2011 in das Second-All-Star-Team gewählt. 2012 wurde er mit der geringsten Gegentorquote pro Spiel und der besten Fangquote der Liga in das First All-Star-Team der EPIHL gewählt. Anschließend wechselte er zu den Hull Stingrays in die Elite Ice Hockey League (EIHL), die höchste britische Spielklasse. 2014 zog es ihn zum Ligakonkurrenten Cardiff Devils. Mit den Walisern gewann er 2015 den Challenge Cup der EIHL und wurde im selben Jahr zum britischen Eishockeytorwart des Jahres gewählt. Auch 2016 wurde er erneut zum britischen Eishockeytorwart des Jahres gewählt. Zudem erhielt er auch die Titel als bester britischer Spieler der EIHL und bester Torwart der EIHL und wurde folgerichtig auch in das All-Star First Team der Liga berufen. 2017 gewann er mit den Devils die EIHL-Hauptrunde und damit die britische Meisterschaft und zudem auch den EIHL-Cup. Er selbst hatte mit dem geringsten Gegentorschnitt und der zweitbesten Fangquote der Liga (nach dem Letten Ervīns Muštukovs von den Sheffield Steelers) maßgeblich dazu beigetragen und wurde zum besten Torwart der Liga und in deren All-Star First Team gewählt. Auch 2018 wurde er erneut EIHL-Hauptrundenmeister und gewann mit Cardiff zudem auch die Playoffs. Außerdem wurde er erneut zum besten Torhüter der EIHL und in das All-Star-Team gewählt und zudem nach 2016 erneut zum besten britischen Spieler der EIHL gekürt. 2019 gewann er mit Cardiff erneut die Playoffs der EIHL und erreichte zudem die meisten Siege und die meisten Shutouts der Liga. Auch 2020 war er der Spieler mit den meisten Siegen in der EIHL. Anschließend verließ er nach sechs Jahren die Waliser und wechselte in die Österreichische Eishockey-Liga zu den Graz 99ers. Im März 2021 kehrte er jedoch auf die Insel zurück und beendete die Spielzeit bei den Nottingham Panthers, mit denen er die EIHL gewann. Danach wechselte er zum HK Dukla Trenčín in die slowakische Extraliga, kehrte aber bereits nach einer Spielzeit nach Großbritannien zurück, wo er erneut für die Cardiff Devils spielt.

### International
Für Großbritannien nahm Bowns im Juniorenbereich an den U18-Weltmeisterschaften 2008 und 2009 sowie den U20-Weltmeisterschaften 2009, als er den geringsten Gegentorschnitt des Turniers aufwies, und 2010 in der Division II und 2011, als er mit der drittbesten Fangquote zum besten Torhüter des Turniers und zum besten Spieler seiner Mannschaft gewählt wurde, in der Division I teil.
Im Seniorenbereich stand er im Aufgebot seines Landes bei den Weltmeisterschaften der Division I 2013, 2014, als er zum besten Spieler seiner Mannschaft gewählt wurde, 2015, als er gemeinsam mit dem Südkoreaner Park Sung-je die geringste Gegentorquote pro Spiel aufwies, 2016, 2017, als er hinter seinem Landsmann Stephen Murphy die zweitbeste Fangquote und den zweitbesten Gegentorschnitt des Turniers erreichte, und 2018, als die Briten erstmals nach dem Abstieg 1994 wieder in die höchste Stufe der Weltmeisterschaften aufstiegen. Anschließend spielte er bei der Weltmeisterschaft 2019 erstmals in der Top-Division, wobei den Briten durch einen abschließenden 4:3-Erfolg nach Verlängerung (nach 0:3-Rückstand) gegen Frankreich der Klassenerhalt gelang. Auch bei den Weltmeisterschaften 2021 und 2022 stand er in der Top-Division im Tor. Nach dem Abstieg 2022 stand er bei der Weltmeisterschaft 2023 wieder in der Division I im Tor. Mit der besten Fangquote und dem geringsten Gegentorschnitt des Turniers trug er maßgeblich zum sofortigen Wiederaufstieg der Briten bei und wurde selbst zum besten Torhüter des Turniers und zum besten Spieler seiner Mannschaft gewählt. Zudem vertrat er seine Farben bei den Qualifikationsturnieren für die Olympischen Winterspiele in Sotschi 2014, in Pyeongchang 2018 und in Peking 2022.

## Erfolge und Auszeichnungen
- 2009 Sieger der Nordgruppe der National Ice Hockey League mit den Sheffield Spartans
- 2011 Second All-Star-Team der English Premier Ice Hockey League
- 2012 Geringste Gegentorquote pro Spiel, beste Fangquote und Mitglied des First All-Star-Teams der English Premier Ice Hockey League
- 2015 Gewinn des Challenge Cups der Elite Ice Hockey League (EIHL) mit den Cardiff Devils
- 2015 British Netminder Of The Year
- 2016 British Netminder Of The Year
- 2016 EIHL All-Star First Team, EIHL British Player Of The Year und EIHL Netminder Of The Year
- 2017 EIHL-Hauptrundensieger und britischer Meister sowie EIHL-Cup-Winner mit den Cardiff Devils
- 2017 Geringste Gegentorquote pro Spiel der EIHL, EIHL All-Star First Team, EIHL Netminder Of The Year
- 2018 EIHL-Hauptrundensieger und britischer Meister sowie EIHL-Playoffsieger mit den Cardiff Devils
- 2018 EIHL All-Star First Team, EIHL British Player Of The Year und EIHL Netminder Of The Year
- 2019 EIHL-Playoffsieger mit den Cardiff Devils
- 2019 Meiste Siege und meiste Shutouts der EIHL
- 2020 Meiste Siege der EIHL
- 2021 Gewinn der EIHL-Series mit den Nottingham Panthers

### International
- 2009 Aufstieg in die Division I bei der U18-Weltmeisterschaft der Division II, Gruppe B
- 2009 Geringster Gegentorschnitt bei der U20-Weltmeisterschaft der Division II, Gruppe B
- 2010 Aufstieg in die Division I bei der U20-Weltmeisterschaft der Division II, Gruppe B
- 2011 Bester Torwart der U20-Weltmeisterschaft der Division I, Gruppe A
- 2015 Geringste Gegentorquote pro Spiel bei der Weltmeisterschaft der Division I, Gruppe B
- 2017 Aufstieg in die Division I, Gruppe A bei der Weltmeisterschaft der Division I, Gruppe B
- 2018 Aufstieg in die Top-Division bei der Weltmeisterschaft der Division I, Gruppe A
- 2023 Aufstieg in die Top-Division bei der Weltmeisterschaft der Division I, Gruppe A
- 2023 Bester Torwart, geringster Gegentorschnitt und höchste Fangquote bei der Weltmeisterschaft der Division I, Gruppe A